# Drosophila mediostriata
Drosophila mediostriata este o specie de muște din genul Drosophila, familia Drosophilidae, descrisă de Oswald Duda în anul 1925. Conform Catalogue of Life specia Drosophila mediostriata nu are subspecii cunoscute.